# Zygmunt Balicki (inżynier)
Zygmunt Balicki (ur. 13 marca 1888 w Tomsku, zm. 10 sierpnia 1959 w Warszawie) – polski inżynier, polityk.

## Życiorys
Syn pochodzącego z Lublina polskiego zesłańca na Syberię Tadeusza Balickiego, współzałożyciela Gminy Socjalistów Polskich w Warszawie. W 1895 wraz z rodzicami powrócił do Warszawy. W 1905 wziął udział w strajku szkolnym, za co został wydalony z gimnazjum. W 1913 ukończył gimnazjum w Bernie, następnie studiował inżynierię dróg i budowę mostów na politechnice w Zurychu. W latach 1920–1925 pracował w Dyrekcji Budowy Kolei Państwowych w Warszawie jako starszy inżynier. Od 1936 był kierownikiem budowy osiedla na Kole w TOR w Warszawie.
Podczas okupacji, od lipca 1941 był członkiem konspiracyjnej organizacji komunistycznej „Proletariusz”. W czerwcu 1943 został aresztowany przez Gestapo, przeszedł dwumiesięczne śledztwo na al. Szucha i na Pawiaku i w latach 1943–1945 przebywał w niemieckich obozach, m.in. Auschwitz-Birkenau, Sachsenhausen, Bergen-Belsen i Launingen. W kwietniu 1945 został uwolniony przez wojsko amerykańskie.
Pod koniec 1945 wszedł w skład grupy inicjatywnej, która w 1946 powołała Stowarzyszenie Inżynierów i Techników Komunikacji Rzeczpospolitej Polskiej.
Od 1946 do 1956 był wiceministrem resortu komunikacji. W latach 1947–1953 był również przewodniczącym Rady Ochrony Pamięci Walk i Męczeństwa.
Należał kolejno do: PPS (od 1905), PPS-Lewicy (od 1906), KPP (od 1918 do 1938), PPR (od 1942), PZPR (od 1948). W kwietniu 1922 na konferencji KPP w Gdańsku został zastępcą członka Komitetu Centralnego (KC) KPP, a w 1923 – członkiem KC KPP. Brał udział w II Zjeździe KPP pod Moskwą jesienią 1923.
Był odznaczony m.in. Orderem Sztandaru Pracy I klasy, Krzyżem Komandorskim Orderu Odrodzenia Polski, Orderem Krzyża Grunwaldu III klasy i Srebrnym Krzyżem Zasługi. W 1985 pośmiertnie został odznaczony tytułem Sprawiedliwego wśród Narodów Świata. 
Pochowany na Cmentarzu Wojskowym na Powązkach w Warszawie (kw. 30A-7-9). 